# 直流送電
直流送電（ちょくりゅうそうでん）とは、直流で送電する方法・方式のことである。

## 概要
エジソン（エジソン電灯会社）のPearl Street Stationが直流発電機で発電し、直流で送電するということを、1882年1月にロンドン、同年9月にニューヨークで行い、一時期は送電と言えば直流が標準であった。しかし、ニコラ・テスラやジョージ・ウェスティングハウスらが交流送電の利点に気付いてそれを推すようになり、激しい電流戦争の末、結局直流送電はすたれ、交流送電が一般化した。
かつては変圧が容易なこともあり、交流送電が採用され世界的に普及したが、海底ケーブルなどを利用した送電の場合、ケーブルと大地の間で充放電電流として流れてしまい、受電端にわずかな電気しか到達しないことが問題となった。海底ケーブルについては1954年にスウェーデンで直流連系プロジェクトが行われ、本土とゴットランドの約100km間で直流送電が行われた。この際の電圧は100kV、送電容量は20MWであり、当時は半導体技術がなく、大型の水銀整流器が採用された。
経済的な観点では、変電所の建設費と送電ロスのコスト比較が重要な観点であり、建設費については交流変電所＜交直変換所であり、送電ロスについては交流送電＞直流送電であり、距離が長くなるほど直流送電のコストが小さくなる。架空送電線の場合は600kmから800km以上で、送電ケーブルの場合では40kmから120km以上で直流送電が有利と考えられており、実際の大型プロジェクトでは40km以上はほぼ直流送電が採用されている。北本連系線などでは直流を採用している。

## 長所
- 同実効電圧の交流よりも、最高電圧が小さく、絶縁が容易である。逆に言えば、同じ耐電圧の設備でもより大容量の電力を送れる。
- 表皮効果を生じないため導体利用率がよく、電力あたりの電流が小さいため電圧降下・電力損失が小さい。
- 2条の導体で送電できる（大地を帰路とした場合は1条でも可能であるが、電蝕や通信への影響が大きいのでその対策が必要）。
- 帰路の線路を設けた場合、交流に比較して電波障害が小さい。
- 正負2回線にした場合、帰路を共用できるため、3条で2条に比較して2倍の電力を送れる（交流は1.73倍）。
- 交流の電力系統を周波数的・電圧的に分離できる。周波数動揺などの影響を遮断できて潮流調整が容易。
- 電線路のリアクタンスによる電圧降下やフェランチ効果（電圧上昇）を考慮する必要がなく、また調相設備が不要である[7]。
- 静電容量による充電電流が存在しないため、特にケーブル送電の場合、容量性リアクタンスによる送電容量の制限がない[7]。

## 短所
- 交流送電に比べて変圧設備が高価であり、過負荷容量が小さい。短距離の送電では、同距離の交流送電に比べて、変圧設備でのロスが大きくなる。この変圧の難しさは、大容量送電の効率が決定的に違ってしまうという、かつて直流送電が交流送電に敗れた最大の要因であり、現在でも高圧の直流と直流とで変圧することはまず無い。
- 大容量の直流遮断は難しい。交流は電流零点を有するため、この点で電流を遮断する事が可能である。電力系統で使われる遮断器は容量が大きいため、遮断する段階での細工は不要である。一方直流は零点がないため、大容量の遮断器では零点を作る細工が必要である。通常は外部に蓄えたエネルギーを逆電流として挿入するか、直流に自励振動の電流を重畳させて零点を作る工夫が必要である。この方法は一部低電圧、高電圧大電流用に開発がなされ、実用化の検証が終了している。ただし交直変換器で交流→直流や交流→直流→交流という回路になっている場合は、変換器の停止や交流側に遮断器を設けることで、この点は大幅に緩和もしくは無視できる。
- 交直変換の際の高調波に対する対策が必要である。3相の全波整流（6アーム構成）では6n±1の高調波が交流系統側に、6nの高調波が直流系統側に流出する（nは自然数）。交流系統と連系する変圧器（変換用変圧器）2台を位相を30度ずらして接続すると交流系統への流出高調波は12n±1に、直流系統への流出高調波12nになる。これらの高調波が系統に与える影響を抑えるために変換所には高調波フィルタを設置する必要がある。影響は交流、直流の系統構成によって異なるため、事前の解析が重要である。
- 交流送電に比べて（直流 - 交流変換の設備が必要な分だけ）初期投資が高価である。

## 構成要素
- 整流器: 高電圧であるので整流素子として光サイリスタが使用される。
- 電線路
- 制御装置: 大容量であるので冗長性を持った構成とする。

## 用途
1. 交流送電では充電電流が大きくなる海底ケーブル送電。
2. 異周波数の連系。
3. 交流送電ループを作らないための非同期連系用。

## 国内の導入例
- 用途1に相当
  - 北本連系 : 本州（上北変換所） - 北海道（函館変換所）間を結ぶ、日本初の本格的な直流送電。1979年運転開始。送電距離167 km（うちケーブル部分43 km）、運転電圧±250 kV、容量60万kW。電源開発送変電ネットワーク所有。
  - 紀伊水道直流連系 : 本州（紀北変換所） - 四国（阿南変換所）間を結ぶ、世界最大級の設計電圧である直流送電。2000年運転開始。送電距離100 km（うちケーブル部分49 km）、運転電圧±250 kV、容量140万 kW（設計電圧±500 kV、設計容量280万 kW）。電源開発送変電ネットワーク・関西電力送配電・四国電力送配電共同所有。
- 用途2に相当
  - 佐久間周波数変換所
  - 新信濃変電所
  - 東清水変電所
  - 飛騨信濃周波数変換設備
- 用途3に相当
  - 南福光連系所 : 中部電力パワーグリッドと北陸電力送配電を結ぶ、「0 kmの直流送電」。交流で連系すると、関西電力送配電の連系線も合わせてループ状になるため、安定度の点から系統を分離して連系することとした。富山県南砺市。1999年運転開始、容量30万kW。中部電力パワーグリッド・北陸電力送配電共同所有。

## 日本国外の事例およびHVDCの詳細
直流送電方式に関しては、米国や欧州では高圧直流送電 (high-voltage, direct current - 以下HVDC) という名称の技術として認識されている（各国語版参照）。以降では国際的事例とともに、HVDCに関して上記と重複する部分があるが詳細を記述する。

### 概説

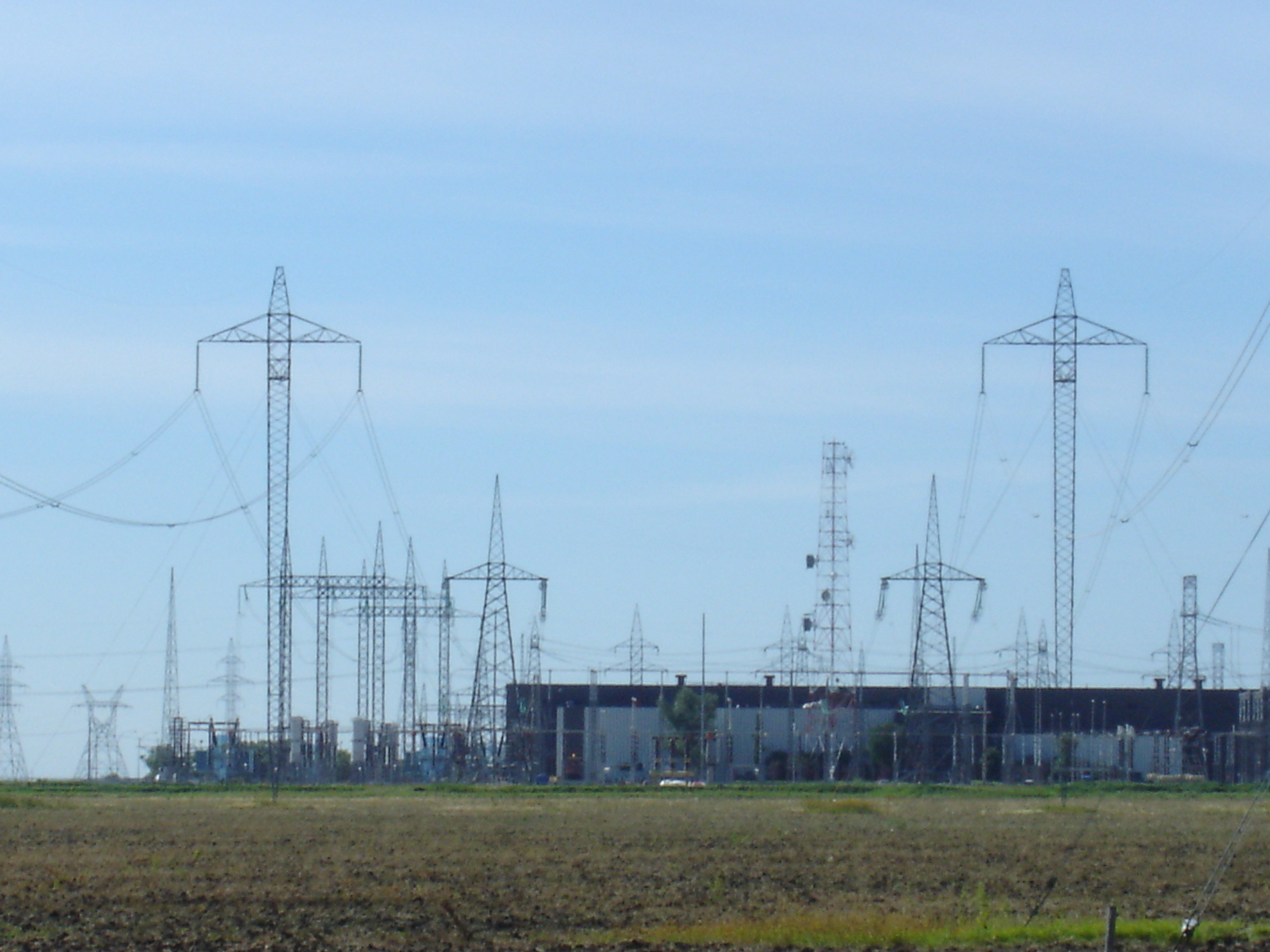
長距離HVDC配電線が、カナダのネルソン川からの水力発電電力をウィニペグの地方配電網で使用するため、交流へ変換するこの変電所へ運んでいる。

西部ヨーロッパにおけるHVDC相互接続 - 赤色は既存、緑色は建設中、青色は計画中の連系である。これらの多くが水力や風力のような再生可能エネルギーを送電している。名称についてはannotated version.を参照。

長距離送電においては、HVDCシステムはより安価であり、電気的な損失が低い。短距離送電においては、直流連系の他の利点は有用である一方で、交流システムとくらべ直流変換装置のコストが高くつくことが確実となるだろう。
HVDC送電の近代的な形式なものは、アセア社で1930年代のスウェーデンにおいて大規模に開発された技術を使用している。初期の商業的導入は1951年のモスクワとカシーラ間、および1954年のゴトランドとスウェーデン本土間の10-20 MWシステムを含む。
世界における最長距離のHVDC連系は現在、コンゴ民主共和国における、インガ・ダムからシャバ銅山を接続するインガ-シャバ間1,700 km / 600 MW連系である。

### 高圧送電
高電圧による送電は、電線の電気抵抗によるエネルギー損失を低減するために用いられる。一定量の電力輸送では、より高い電圧とすることにより送電電力損が抑制される。回路中の電力は電流に比例するが、電線の発熱のような電力損は電流の2乗に比例する。しかし、電力は電圧にも比例するので、特定の電力レベルにおいては、高電圧は低電流とトレードオフの関係でありうる。すなわち、電圧を上げれば上げるほど電力損は低減する。電力損は電気抵抗を少なくすることでも低減可能であり、通常導体直径を太くすることでそれは達成される。しかし太い導体は重く、より高価となってしまう。
高電圧は電灯や動力には簡単に利用できないので、送電レベルの電圧は需要家装置に適合するよう変換されなければならない。変圧器は交流でしか機能しないが、電圧変換を行うのには適している。直流方式のトーマス・エジソンと、交流方式のニコラ・テスラおよびジョージ・ウェスティングハウスとの競争は電流戦争として知られ、交流方式は明らかに勝利した。
実用的に直流電圧を取り扱うことは、水銀整流器や、サイリスタ・絶縁ゲートバイポーラトランジスタ (IGBT) ・パワーMOSFET・ゲートターンオフサイリスタ (GTO) 等の後の半導体整流器といった電力用半導体素子の開発によりはじめて可能になった。

### 直流送電の歴史

ThuryのHVDC送電システムの回路図

最初の長距離送電は、1882年にマイスバッハ-ミュンヘン送電が直流により行われたが、送電されたのはたった2.5 kWであった。初期の高圧直流送電はスイスの技術者であるRene Thury が開発し、彼の方法は1889年にイタリアにおいてAcquedotto De Ferrari-Galliera社によって実用化された。このシステムは直列に接続された電動発電機を昇圧に使用している。それぞれの組は大地から絶縁され、原動力からの絶縁軸により駆動されている。系統はそれぞれの発電機毎に最大5,000 Vまで定電流モードで動作し、一部の発電機はそれぞれの整流子に掛かる電圧を低減させるため二重の整流子を持たされた。このシステムは630 kW / 14 kV DC超で120 kmを送電された。
Moutiers-Lyonシステムは8,600 kWの水力発電電力を124マイル (193 km) 送電し、うち6マイル (9.7 km) は地下ケーブルであった。このシステムは合計15万Vの相間電圧を得るために、8つの直列接続された二重整流子発電機を用いており、1906年から1936年ごろまで運転された。
15式のThuryシステムは1913年 から運転を開始し、ほかのThuryシステムは1930年代までには最大100 kV DCで運転されたが、回転機械は高度な維持管理を求められ、またエネルギー損失が大きかった。いろいろな他の機械式整流器は最初の20世紀前半の間、商業的な成功とともに試験された。
直流を送電高電圧から最適な低電圧へ変換するために試みられた一つの変換技術に、充電池を直列接続し、次いで充電池を並列に接続して負荷に分配供給するものがある。
結局2つの商業的実装が20世紀の変わり目ごろに試みられた一方で、充電池の容量制限や、直列・並列接続の切替え、充電池の充放電サイクルの本質的な非効率さといった理由により、この技術は大まかにいって有用とはいかなかった。

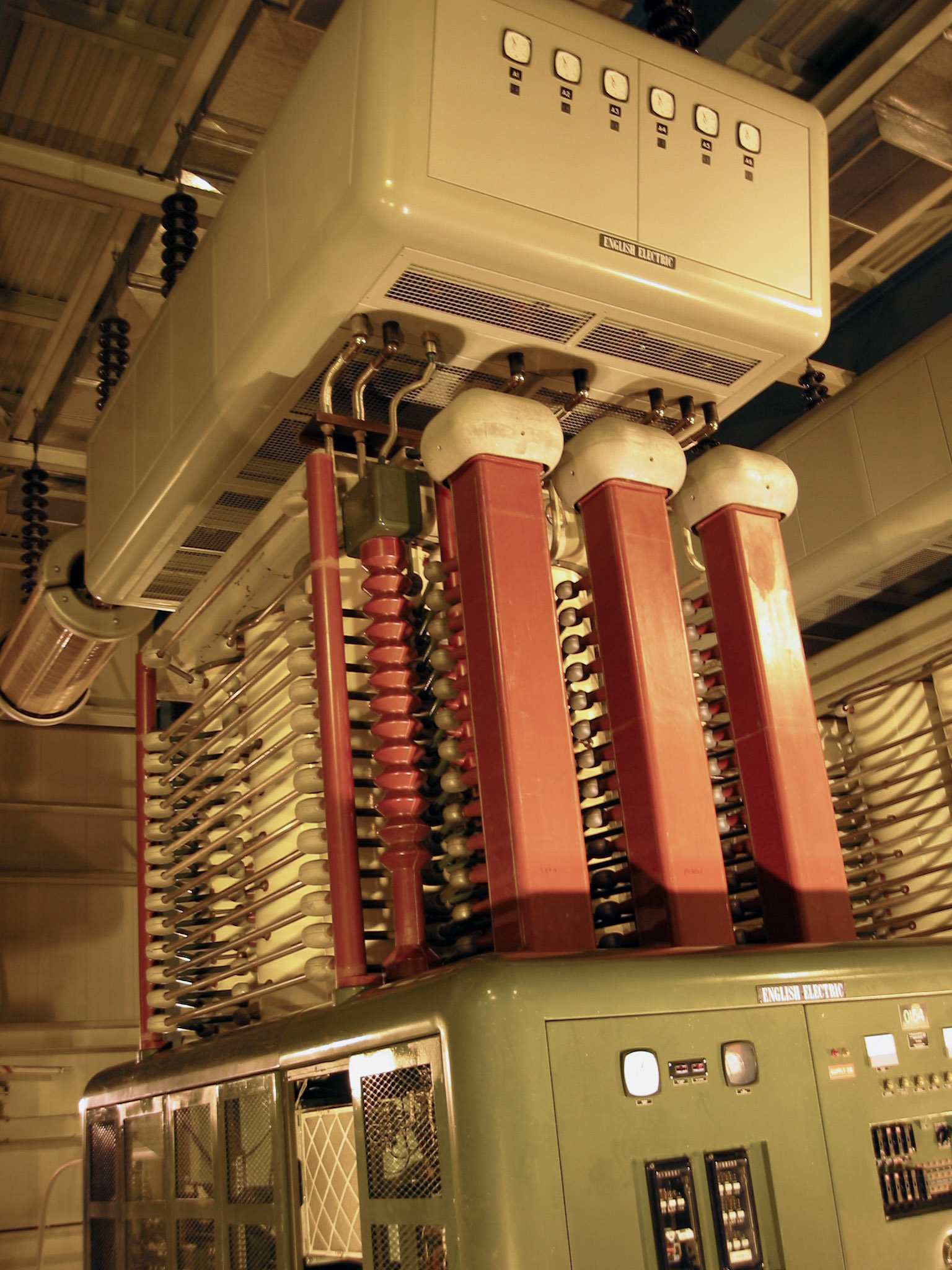
1971年におけるHVDC。この150 kV水銀整流器は交流電圧を変換し、マニトバ水力発電所から離れた都市に送電を行った。

ゲート電極つき水銀整流器は1920年から1940年の間に送電施設で利用されはじめた。1932年の始めゼネラル・エレクトリックは水銀蒸気制御器と12 kV直流送電配電線を試験した。これはまた40 Hzの発電を60 Hz負荷に変換するためのものでもあり、ニューヨーク州メカニックビルに置かれた。1941年にはベルリン市向けの水銀整流器を使用した60 MW・+/-200 kV・115 km埋設ケーブル連系が計画された (en:Elbe-Project) が、1945年のドイツ政府の崩壊によりプロジェクトは実行されなかった。プロジェクトについての名目上の設置根拠は、戦時下においては、埋設ケーブルは爆撃目標としてそれほど目立たないだろうということだった。設備はソビエト連邦に持ち去られ、そこで運用に供された。
1954年の商用サービスにおける完全にスタティックな水銀整流器の導入が、現代的なHVDC送電の始まりとされる。HVDC接続はアセア社により、スウェーデンとゴトランド島の間に建設された。水銀整流器は1975年までに設計されたシステムでは普及していたが、これ以降、HVDCシステムは半導体素子のみを使用するようになった。1975年から2000年まで、サイリスタ制御器を使用した相整流変換器 (LCC:line-commutated converters) の信頼性が向上した。Vijay Soodといった専門家によれば、LCCの座を大幅に奪い取ってきた自己整流変換器の後に次いで、キャパシタ整流変換器 (CCC:capacitor commutative converters) が発端となり、次の25年は強制整流変換器が主要なものとなるだろうとしている。半導体整流器を使用しているため、数百のHVDC海底ケーブルが敷設され、通例高い信頼性のもとに稼働している。

### 交流送電に対するHVDCの利点

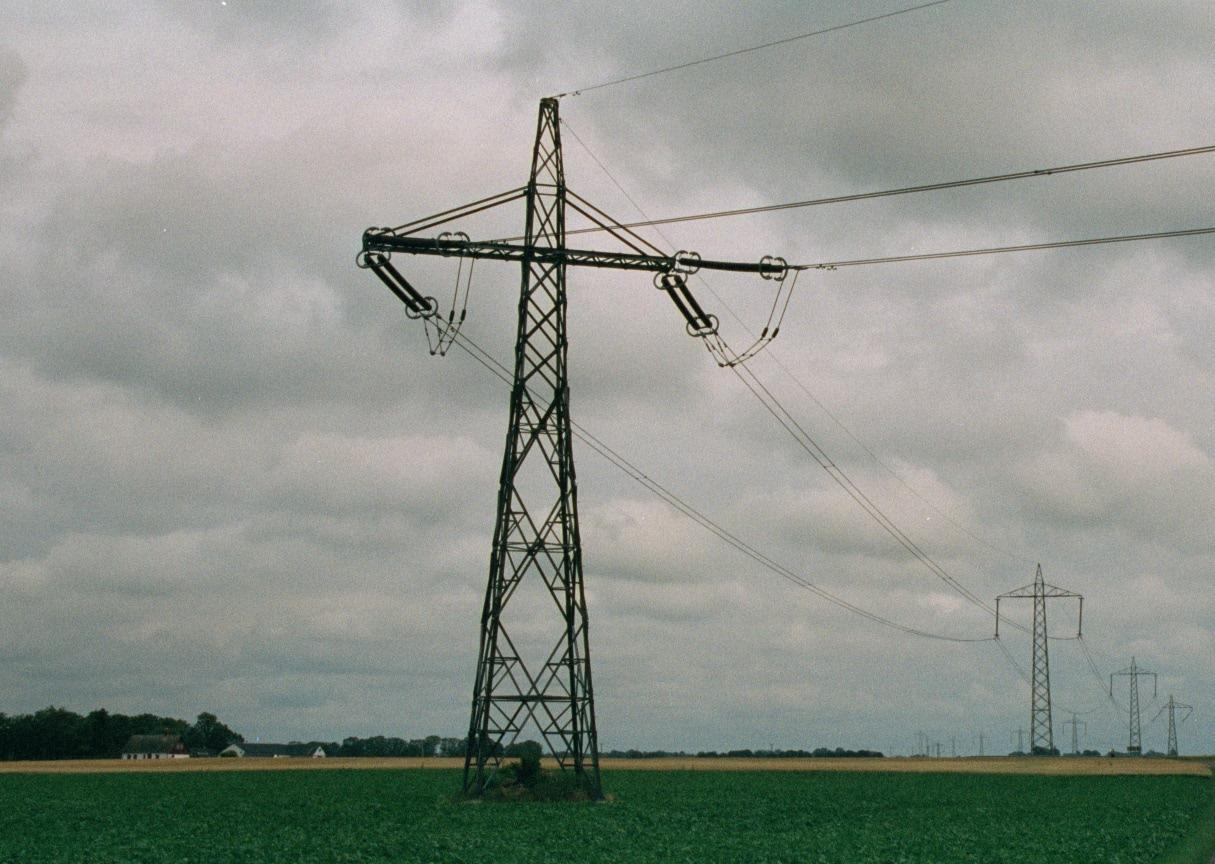
スウェーデンでのバルト海ケーブルHVDCの2条システム鉄塔

HVDCの利点は、少ない社会的コストで交流送電よりも低損失で、大量の電力を長距離にわたり送電可能なことである。電圧レベルと構造詳細によっては、損失は1,000 km当たり約3 %と見積もられる。高電圧直流送電は電力負荷中心から距離が離れているエネルギー源を効率的に利用することができる。
多くの適用事例では、HVDCは交流送電より効果的である。
- 例
  - 高い静電容量が付随的な交流損失をもたらすような海底ケーブル（例えば250 kmのスウェーデン・ドイツ間バルト海ケーブル (en:Baltic Cable)[19] や600 kmのノルウェー・オランダ間en:NorNedケーブル）。
  - 遠方地域における例えば中間タップのない端点-端点間の長距離大容量送電。
  - 追加の配電線敷設が困難あるいは高価となる状況下で、既存の配電網の容量を増加。
  - 非同期交流配電システム間の送電と安定化。
  - 遠方発電所と配電網との接続。たとえばen:Nelson River Bipole。
  - 交流優勢配電網の安定化。固有短絡電流en:prospective short circuit current増加なしでの。
  - 配電線費用の低減。HVDCは複合位相に対応する必要がないために導体がより少なくて済む。また、HVDCが表皮効果に影響されないことから薄い導体が用いられうる。
  - 異なる電圧や周波数を用いる異なる国間での送電の促進。
  - 再生可能エネルギー源により発生した交流の同期。

長距離の海底高圧線は高い静電容量を持っており、これは絶縁体と導体シースの比較的薄い層で導体が囲まれているためである。この構造は長い同軸状のコンデンサとなっている。交流がケーブル伝送で用いられる場合、この静電容量は負荷と並列に生じる。ケーブルにおけるコンデンサを充電するため、負荷電流を余計に流す必要があり、これはケーブルの静電容量に対する追加損失となる。加えて、ケーブル絶縁体の素材には誘電体損失要素があり、これは電力を消費する。
けれども、直流を使用した場合、ケーブルに最初に通電するか、電圧を変化させたときのみケーブルのコンデンサは充電される。定常状態での追加的電流は不要である。長距離の交流海底ケーブルにとっては、全ての導体の電流通過静電容量は充電電流のみを供給するのに使われうる。これは交流ケーブルの長さを制限している。直流ケーブルはそのような制限がない。しかし、誘電体を流れ続ける直流漏えい電流もあるが、これはケーブル定格に比べればとても小さい値をとる。
HVDCは導体あたりの電力をより多く送ることができる。これは同じ電力定格において、直流の一定電圧は交流の波高電圧よりも低いためである。交流電力においては、実効値 (RMS) 電圧量が標準とみなされるが、RMSは波高電圧の約71 %に過ぎない。交流の波高電圧は実際の絶縁体厚さと導体の間隙により決められる。直流は常に最大電圧で作用するので、等しい寸法の導体と絶縁体を持つ既存の配電線路で、100 %以上の電力を電力消費の高い地域に、交流よりも低損失で送電することができる。HVDCは非同期交流配電システム間の送電を可能にし、これは一つの広域な配電網から別区域への伝播によるカスケード故障 (en:cascading failure) を避けることでシステムの安定性を増加することに寄与しうる。交流ネットワークの一部を非同期・分離することを生じさせる負荷変動は、同様に直流連系に影響しないだろうし、そして直流連系による電力潮流は交流ネットワークを安定化させる傾向にあるだろう。直流連系のどちらの端部でも、交流ネットワークを支持するために直流連系を通じた電力潮流の大きさと方向を直接指令して、必要に応じて変えることができる。

### 欠点
HVDCの欠点は変換、切替、制御、保守性にある。
HVDCは交流システムに比べ、おもに余計な変換設備をもつため、信頼性がより少なく、可用性の低さを備えている。1条システムは、約98.5 %の可用性を持っている。故障に対し冗長化した2条システムは、50 %の系統容量において高い可用性を提供するが、全体能力（100 %の系統容量）は約97 %（の可用性）である。
必須である静止インバータは高価で、負荷容量に制限がある。短い送電距離では静止インバーターの損失は交流送電に比べて大きくなりうる。配電線建設コストの低減と配電線損失の低さをもってしても、インバータのコストは相殺されないことがある。2つの例外を除いて、すっかり旧式となった世界中の水銀整流器は廃棄されサイリスタ装置に置換された。ニュージーランドの北部と南部諸島の間のHVDC計画の1条では水銀整流器を使用しているし、カナダのバンクーバー島の連系の1条も同様である。交流システムと対照して、多端末システムを実現することは複雑であり、既存の計画を多端末システムに広げることも同様である。
多端末直流システムにおける電力潮流制御は全ての端末との間に優良な通信が要求される。電力潮流は配電線における固有インピーダンスと位相角特性の代わりにインバータ制御システムにより積極的に調整されなければならない。
多端末配電はまれである、そのひとつはカナダ・ケベック州のラジソンからアメリカ・マサチューセッツ州エアのサンディ湖までのケベック水力-ニューイングランド送電の運転におけるものである。
別の例はサルディニア-イタリア本土連系であり、これはコルシカ島にも電力供給を行うため1989年に更新された。
高圧直流遮断器は、遮断器の内部に電流を強制的に0にするための機構が含まれなければならないため、複雑である。そうしなければ、信頼性を確保した開閉を行うために、アーク放電と接触子の摩耗は甚大となるだろう。HVDC計画の運用は多くの補修用部品を保持する必要があり、交流送電に比べHVDCのような単一システムのための専用品はしばしば標準化されにくく、また技術の変化が速い。

### 直流高電圧送電のコスト
通例、アレヴァ、シーメンス、ABBなどの製造業者は、製造業者と顧客間の商業的な事柄のために、具体的なプロジェクトのはっきりしたコストの情報を提示しない。
コストは大まかにいって、電力定格、配電線長、架空または水底経路、それぞれの末端で必要な交流網の改修といったプロジェクトの仕様に左右される。直流か交流かのコスト詳細評価は、直流単体でのはっきりとした技術的利点がないため必須であり、選択は経済的理由にのみで決定される。
しかし、合理的によく信頼できるような情報を提示する専門家もいる。
イギリス海峡の底に据えてある8 GW・40 km連系については、以下がおおよそ2000 MW・500 kV 2条標準HVDC連系での第一の設備費用となる（通航権や陸上支援作業、同意、技術、保険といったものは除外する）。
- 変電所: 1.1億ポンド
- 海底ケーブル＋導入: 100万ポンド/km

したがって、4連系での英仏間における8 GW容量では、少なくとも導入済み作業として7.5億ポンドより多く充てられる。加えて追加の陸上作業に必要とされるそのほかの作業に応じて別の2 - 3億ポンドが必要である。

### 整流と交流化

#### 要素

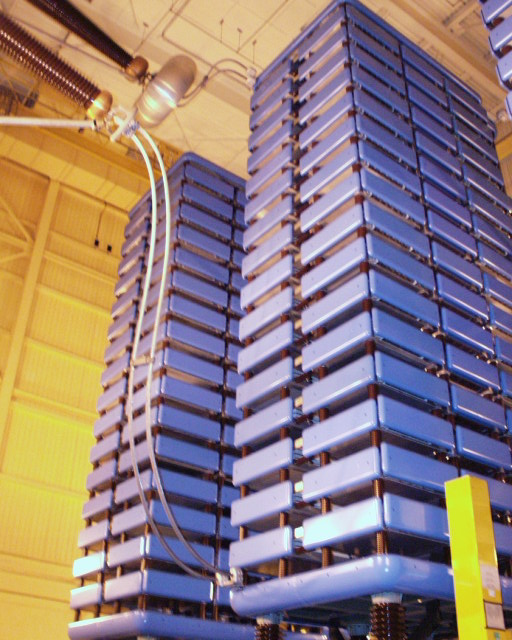
複数基の三相サイリスタバルブ・スタックがマニトバダムからの長距離送電のために使用されている。

初期のスタティックシステムでは水銀整流器が使用され、これは信頼性が低かった。水銀整流器を使用した二つのHVDCシステムが2008年現在も現役で使用されている。サイリスタ制御器（サイリスタバルブ）がHVDCシステムに最初に使用されたのは1960年代である。サイリスタはダイオードに類似した半導体素子であるが、交流波形周期において特定の瞬間にスイッチングを行うための追加の制御端子が付与されている。絶縁ゲートバイポーラトランジスタ (IGBT) は、制御の単純化と制御器コストの低減のために現在使用されている。HVDCシステムの電圧は一部の事例では800 kVにのぼり、半導体の降伏点電圧を超過するので、HVDC変換器は大量の半導体を直列に接続して構築されている。サイリスタの投入遮断制御を行うための低電圧回路は、幹線に掛かっている高電圧から絶縁する必要がある。これは通例光によって行われる。ハイブリッド制御システムにおいては、低圧制御機器は「高圧側」の制御機器に光パルスを光ケーブルで伝送する。「直接光トリガ」と呼ばれる別のシステムでは、高圧側の機器を省き、代わりに制御機器からの光パルスを光トリガサイリスタ (LTT:light-triggered thyristors) を用いてスイッチしている。
スイッチング要素一式は、その構造にかかわらず「バルブ」と呼ばれる。

#### 整流と交流化システム
整流と交流化は本質的に同じ機器を使用する。多くの変電所では、整流器とインバータの両方が機能するような方法で設置される。交流端においては一組の変圧器（これはしばしば3つの物理的に分離された単相変圧器である）が、局側の接地を与え、直流電圧出力を正しく行うため、交流供給側から変電所側を絶縁する。
3台の変圧器の出力は、次いで多素子より成る整流器ブリッジに接続される。基本的な構成は6つの素子を使用し、三相交流線それぞれが2つの直流線に接続される。しかし60度毎に1回のみ相が変化するので、直流線には相当の高調波が乗る。
この構成の拡張方式では12素子（「12パルスシステム」として知られる）を使用する。交流は変圧器の前で2つの三相源に分離される。一方の系統はスター結線で、他方の系統はデルタ結線でよく構成され、この2組の三相回路間には30度の位相差が発生している。12個の素子は2組の三相回路それぞれが2極の直流線に接続されており、毎30度毎に相が変化するため、高調波は大幅に低減される。
変圧器と素子に加えて、受動抵抗やリアクトル要素が直流線から高調波を除去するのに役立つ。
- 整流器ブリッジ
- 12素子使用

### 構成

#### 1条大地帰路

1条システム・大地帰路の系統図

1条方式の場合、整流器出力の一極は大地に、高電位側の端子が配電線に接続されている。この接地側の端子より交流化変電所の大地電位の端子に帰路導体を直接接続する事も可能であるが、導線を使用せずに帰路の電流を接地電極間の大地を流す事も可能であり、この場合は特に1条大地帰路 (en:Single-wire earth return:SWER) と呼ばれる。
大地帰路電流にまつわる問題点には次のものがある。
- パイプライン等の埋設金属体に対する電気的腐食（電食）。
- 海水が介在する地下水大地帰路は塩素やその他の水の化学的作用を発生させうる。
- 不平衡な電流経路は結果的に磁場を発生させ、海底ケーブル上を通過する船舶の磁気コンパスに影響を与えうる。

これらの影響は、1条送電線の2つの局の間に金属帰路導体を導入することで排除することができる。変換器の端子が大地に接地されているため、帰路導体は最大送電電圧を絶縁する必要がなく、高電圧側の経路に比べて安価に出来る。金属帰路導体の使用は経済的、技術的、環境的要素により決定される。
完全に架空送電されている近代的な1条システムには、1,500 MWを送電している例があるが、地下もしくは海底ケーブルならば、標準的な送電能力は600 MWである。
通常の1条システムは将来的に2条に拡張できるよう設計されており、1条送電システムとして当初から使用されているとしても、送電鉄塔は2つの導体を架けることができるよう設計出来る。2番目の導体は不使用か、接地線として使用されているか、（バルト海ケーブルの事例のように）他のものと並行して接続されている

#### 2条

大地帰路をもつ2条システムの系統図

AとBで示した2つの局の間の2条HVDC送電システムの系統図。AC（交流ネットワークを示す）-CON（整流器かインバータの変換器を示す）TRはトランスを示す。DCTLは直流送電線導体、DCLは直流インダクタフィルタ、BPはバイパススイッチ、PMは両端部で必要な力率改善装置と高調波フィルタ網を示す。直流送電線はとても短く隣接配置しているか、あるいは架空、地下や海底を数百キロの間伸びることもある。DCラインの1つは大地接地へ接続するものに置き換わることもある。
日立製作所 特開昭54-106832, US4263517 より

2条送電においては、導体が一組使用され、それぞれ大地に対して高い電位を持っており、反対の極性となっている。それらの導体は最大の電圧に絶縁されていなければならず、配電線コストは1条大地帰路より高額になる。しかし、2条送電は魅力的な選択となりうる利点が存在する。
- 通常の負荷においては、1条金属帰路送電の場合と同様にごくわずかな大地電流しか流れない。これは大地帰路損失と環境への影響を低減する。
- 配電線に事故が発生した場合、大地帰路電極が各端局に導入されていれば、リターンパスとして大地が使われることで1条モードとして、およそ半分の電力を流し続けることができる。
- 1条配電線の電流の半分しか運ばない2条配電線の導体それぞれに最大電力定格が与えられるため、2番目の導体は同定格の1条配電線よりもコストを縮減できる。
- 地形があまりにも適していない場合、片方の配電線が損傷してもある程度の電力が送電し続けられるように、2番目の導体は送電線鉄塔を分離して架けることができるだろう。

2条システムは金属製の大地帰路導体を実装することもある。
2条システムは3,200 MW、+/-600 kV程度を送電しうる。当初1条として発注された海底ケーブルの実装は追加のケーブルで2条運用に更新しうる。

#### バック・トゥ・バック（近接配置）
「バック・トゥ・バック・ステーション」（あるいはBTBと略す）は、静止インバータと整流器の両方が同じ場所、通例同じ建物内に配置されている変電所である。直流配電線の長さは極力短くされている。HVDCバック・トゥ・バック・ステーションは下記のために利用される。
- 異なる周波数の電力幹線の連系（日本や、UAE (50 Hz) とサウジアラビア (60 Hz) の間のGCC相互接続のような場合）
- 同じ公称周波数であるが固定した相関係を持たない、2つのネットワークの結合（1995/96年までのen:Etzenrichtや Durnrohr、Vienna）
- 異なる周波数と相数（例えば、en:Traction substation）

中間回路における直流電圧は、HVDCバック・トゥ・バック・ステーションにおいては短い導体長のため自由に選択しうる。整流器の設置場所を少なくし整流器の直列接続を避けるため、直流電圧は極力低く取られる。このため、HVDCバック・トゥ・バック・ステーションでは、とり得る最大な電流定格の整流器が使用される。

#### 送電線に関するシステム
最も一般的なHVDC連系の構成はインバータ・整流器2つの局が架空送電線で接続されたものである。これはまた、非同期電力網や、長距離送電、海底ケーブルで一般的に使用される構成である。
2点以上の接続を行う多端末HVDC連系はまれである。多端末の構成は直列、並列、ハイブリッド（直列並列を混在したもの）となり得る。並列構成は大容量な変電所に、直列は小容量な変電所に使用されることを意図した構成である。例えば200 MWケベック-ニューイングランド送電線システムは1932年に開始され、現在も世界最大の多端末HVDCシステムである。

#### 3条：電流変調制御
2004年に特許された方法 (Current modulation of direct current transmission lines) は、現在の交流送電線路をHVDCに置換することを意図している。1組の三相導体が2条方式で運用される。3番目の導体は並列1条として使われ、反転整流器（または逆極性に接続された並列の整流器）を備えている。並列1条は定期的に1つの極かもう一方の電流を解放し、数分間隔で極性を切り替える。2条導体は1.37か0.37の温度制限を、並列した1条は常に+/-1倍の温度制限電流を負荷される。複合の実効値熱効果はそれぞれの導体が常に1.0の定格電流が流れている。これは大電流が2条導体に流れ、配置された3番目の導体をエネルギー伝達のため最大に利用することができる。負荷要求が低くても解氷のために大電流が導体に流される。
2005年現在、3条変換は運用されていないが、インドの送電線は2条HVDCに改修された。

### コロナ放電
コロナ放電は強電界の存在による流体（大気のような）におけるイオン生成現象である。電子は中性大気から分離され、陽イオンか電子が導体に引き付けられ、一方荷電粒子は漂流する。この効果は少なからぬ電力損失を引き起こし、可聴もしくはラジオ周波数の干渉を発生し、窒素酸化物やオゾンなどの有害物質を生成し、アーク放電を引き起こす。
交流と直流配電線は、前者は粒子を振動させる形で、後者は一定の風の形でそれぞれコロナを発生させうる。導体周辺の空間電荷のために、HVDCシステムには、同じ量のパワーを運ぶ高電圧交流システムのユニット長あたりおよそ半分の損失があるだろう。1条送電では印加された導体の極性を選択することが、コロナ放電を抑制する度合いにつながる。とりわけ、発生したイオンの極性は抑制可能で、微粒子の凝集に対する環境的な影響を持つかもしれない（異なる極性の粒子は異なる平均自由行程を持つ）。負極性コロナは正極性コロナより大幅にオゾンを生成し、より多くの送電線の「下降気流」を発生させ、健康に影響する可能性を引き起こす。正電圧を使用することは1条HVDC送電線におけるオゾンの影響を減少させるだろう。

### 応用

#### 概要
HVDC整流器とインバータを流れる電流フローの可制御性、それらの非同期ネットワークの接続における適用事例、それらの効率的な海底ケーブルにおける適用事例、これらはHVDCケーブルがしばしば国境を越えた電力流通に利用されることを示す（北米では、HVDC接続がカナダとアメリカ合衆国の大半を、国境を横断したいくつかの電気的地域に分割しているが、これらの接続目的は依然非同期交流電力網を他の所に接続するためのものである）。
洋上風力発電所もまた海底ケーブルを必要とし、それらの発電機は非同期となっている。非常に長距離な2点間の接続、例えばシベリアやカナダ、北スカンジナビアの離れた地域周辺においては、HVDCの低減した配線コストがこれを通例の選択肢に導いている。他の事例はこの記事中に述べられている。

#### 交流ネットワーク相互接続
交流配電線は、同じ周波数と位相で発振している広域同期電力網のみを接続することができる。電力を分配したい多くの地域では非同期ネットワークをもっている。英国の電力網、北欧およびヨーロッパ大陸は単一の同期ネットワークに統合されていない。日本は50 Hzと60 Hzのネットワークを持っている。北米大陸では、全て60 Hz（アラスカとグリーンランドは50 Hz）で運用されている一方で、非同期である地域に分割されている（東部、西部、テキサス、ケベック、アラスカ、グリーンランドの各相互接続）。ブラジルとパラグアイは、巨大なイタイプダム水力発電所を共同運用しているが、それぞれ60 Hzと50 Hzで運用されている。しかし、HVDCシステムは非同期交流ネットワークを相互接続することを可能にし、交流電圧と敏感な電力消費を制御する可能性を付与することができる。
長大な交流配電線に接続された発電機は不安定となり、遠方の交流システムでは同期が外れる可能性がある。HVDC送電連系は、遠方の発電所で使用することで経済的にふさわしいものとなるだろう。洋上風力発電所では、HVDCシステムを多数の非同期発電機から海底ケーブルを通じて陸地へ送られる電力を補正するために利用できるだろう。
しかし一般的には、HVDC電力線は2つの地域交流電力網の相互接続を行うだろう。交流と直流電力間を変換する機器は、送電において多くのコストを付与する。交流から直流の変換は整流、直流から交流への変換は逆変換（逆変換回路: インバータ）として知られる。上記のいくつかの収支の合う距離（海底ケーブルでは約50 km、架空送電線ではおよそ600 - 800 km）、HVDCの導体の価格の低さが、電気機器のコストより重要である。
また、変換機器は電力潮流の大きさと方向を制御することによって、送電網を効率的に管理する機会を提供する。既存のHVDC連系の追加的な利点は、それゆえ、送電網における高い安定性をもっていることである。

#### 電力スーパーハイウェイの更新
多数の研究がHVDCに基づく超広域スーパーグリッドの潜在的利益を強調している。それらが地理的に分散している風力発電所や多くの太陽光発電所の出力を平均、平滑することによって、間欠性の影響を緩和できるためである。
Czischの研究では、ヨーロッパ周縁部をカバーする電力網は、今日的な相場に近い100 %の再生可能エネルギー（風力70 %、バイオマス30 %）をもたらすことができる、と結論付けており、提案、そして、多くの国境線を越えるエネルギー輸送に内在する政治的なリスク に関する技術的な実現の可能性に関する討論があった。
グリーンスーパーハイウェイのようなものの構築は、米国風力エネルギー協会と太陽エネルギー産業協会によって発表された白書に支持されている。
2009年1月には、洋上風力発電と欧州全域の越境相互連系を支援する12億ユーロの一部として、アイルランド、英国、オランダ、ドイツ、デンマーク、スウェーデンの間のHVDC連系の開発に30億ユーロを援助することを、欧州委員会が提案した。一方、最近設立された地中海の連合体は、北部アフリカからのヨーロッパへの太陽エネルギーを集約を大規模に輸入するために、地中海ソーラープランを承認した。

#### 電圧型コンバータ (VSC:Voltage-Sourced Converter)
絶縁ゲートバイポーラトランジスタとゲートターンオフサイリスタの開発は、小規模なHVDCシステムをより経済的なものにしてきた。これらは追加の交流配電線が発生させうる追加の短絡電流なしで、電力潮流を安定化する役割をさせるために、既存の交流電力網に導入されるかもしれない。製造業者であるABBはこのコンセプトを"HVDC Light"とよび、シーメンスは類似のコンセプトを"HVDC PLUS (Power link Universal System)"と呼んでいる。それらは10 MW程度の小さいブロックで、架空送電線が数km程度の短距離配電線に至るまでHVDCの利用を広げている。
電圧型コンバータ技術のコンセプトにおける違いは、"HVDC Light"がパルス幅変調を使用するのに対して"HVDC PLUS"は多段階スイッチングに基づいている点にある。

#### 電力線解氷
HVDCは電力線の解氷にも利用される。en:Levis De-Icerを参照。

## 参照
- 全般
  - AREVA T&D - HVDC Transmission
  - World Bank briefing document about HVDC systems (PDF) 
  - HVDC PLUS from Siemens
  - UHVDC challenges explained from Siemens (PDF) 
  - http://hvdcusersconference.com/wiki/
  - 雨宮昭弘、金子和博、辻村寛 著、上之園親佐 編『電気エネルギーシステム工学』日刊工業新聞社、1988年9月30日。ISBN 4-526-02342-6。